# Hanesjön, Västergötland
Hanesjön är en sjö i Laxå kommun i Västergötland och ingår i Motala ströms huvudavrinningsområde. Sjön är 14,5 meter djup, har en yta på 0,041 kvadratkilometer och är belägen 157 meter över havet.